# Thryssa kammalensis
Thryssa kammalensis är en fiskart som först beskrevs av Bleeker, 1849.  Thryssa kammalensis ingår i släktet Thryssa och familjen Engraulidae. Inga underarter finns listade i Catalogue of Life.